# Wilhelm af Preussen (1906-1940)
Wilhelm af Preussen (Wilhelm Friedrich Franz Joseph Christian Olaf) (4. juli 1904 – 26. maj 1940) var søn af Tysklands sidste kronprins, Wilhelm af Preussen, og dennes hustru Cecilie af Mecklenburg-Schwerin, søster til Dronning Alexandrine af Danmark. Ved fødslen blev han nr. 2 i arvefølgen og skulle derfor have været kejser af Tyskland efter sin farfars Wilhelm II af Tyskland og sin fars død. De skulle dog begge komme til at leve længere end ham.
Prins Wilhelm var fætter til Kong Frederik 9. af Danmark og Dronning Frederikke af Grækenland.

## Biografi

### Tidlige liv
Prins Wilhelm blev født den 4. juli 1906 i Huset Hohenzollerns sommerresidens, Marmorpalais, nær Potsdam, hvor hans forældre boede, indtil deres eget hjem, Cecilienhof, stod færdigindrettet. Han far var Kronprins Wilhelm af Tyskland, ældste søn af og arving til den Tyske Kejser, Wilhelm 2. Hans mor var Cecilie af Mecklenburg-Schwerin, yngste datter af Storhertug Frederik Frans 3. af Mecklenburg-Schwerin. Kejser Franz Joseph af Østrig-Ungarn var en af prins Wilhelms faddere. Ved fødslen var han nummer to i arvefølgen til den tyske trone og var derfor udset til at blive kejser af Tyskland efter sin bedstefar og sin far.
I 1918, da Wilhelm var tolv år gammel, blev monarkierne afskaffet i Tyskland ved Novemberrevolutionen i 1918 umiddelbart før afslutningen af Første Verdenskrig. Wilhelm og hans familie forblev i Tyskland, selv om hans farfader gik i eksil i Nederlandene. Den forhenværende kronprins og hans familie forblev i Potsdam, hvor Prins Wilhelm og hans yngre brødre gik i det lokale gymnasium. Efter sin eksamen fra gymnasiet fortsatte Wilhelm sine studier ved universiteterne i Königsberg, München og Bonn.

### Ægteskab
Wilhelm blev gift 3. juni 1933 i Bonn med Dorothea von Salviati. Hans bedstefar ville ikke godkende ægteskabet, så Wilhelm måtte afgive sit krav på tronen for sig selv og sine efterkommere. Selvom monarkiet i Tyskland var blevet afskaffet allerede i 1918, troede den tidligere kejser stadig på en genindførelse. Imidlertid blev sandsynligheden for dette mindre og mindre efter nazisternes magtovertagelse og i 1940 godkendte kejseren ægteskabet samt gjorde børnene til legitime arvinger.
I ægteskabet fik parret to børn:
1. Felicitas af Preussen (1934-2009), gift 1958 med Dinnies Karl Friedrich von der Osten og fik fire børn.
2. Christa af Preussen (1936-)

### Senere liv
Wilhelm meldte sig i begyndelsen af 2. verdenskrig til militær tjeneste og deltog i angrebet på Frankrig i maj 1940. Han blev såret under kampe ved Valenciennes og døde på et felthospital i Nivelles, Belgien den 26. maj 1940.